# Więzadło pierścieniowate strzemiączka

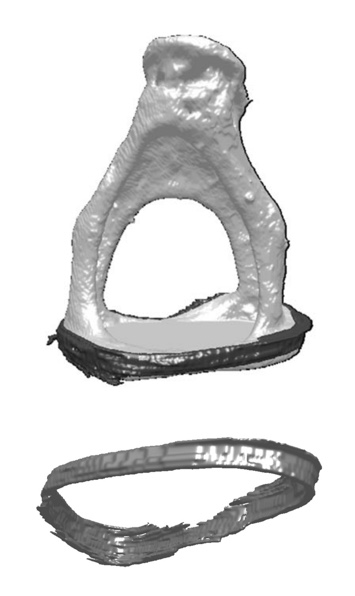
Więzadło pierścieniowate strzemiączka.

Więzadło pierścieniowate strzemiączka, więzozrost bębenkowo-strzemiączkowy (łac. ligamentum anulare stapedis, syndesmosis tympanostapedia) – w anatomii człowieka jedno z więzadeł kosteczek słuchowych. Ma ono okrężny kształt, bardzo krótkimi włóknami łącząc brzegi podstawy strzemiączka z brzegami okienka przedsionka. Wzmocnione jest warstewką tkanki chrzęstnej na brzegach podstawy strzemiączka, brzegach okienka i powierzchni przedsionkowej podstawy strzemiączka.